# Дембоґура (Куявсько-Поморське воєводство)
Дембоґура (пол. Dębogóra) — село в Польщі, у гміні Кциня Накельського повіту Куявсько-Поморського воєводства.
Населення — 160 осіб (2011).
У 1975-1998 роках село належало до Бидгощського воєводства.

## Демографія
Демографічна структура станом на 31 березня 2011 року:
|          | Загалом | Допрацездатний вік | Працездатний вік | Постпрацездатний вік |
| -------- | ------- | ------------------ | ---------------- | -------------------- |
| Чоловіки | 80      | 20                 | 51               | 9                    |
| Жінки    | 80      | 19                 | 42               | 19                   |
| Разом    | 160     | 39                 | 93               | 28                   |